# Ana Goñi
Ana Inés Goni Boracco  (19 de abril de 1953, Caracas),   conocida deportivamente como Ana Goñi o Ana Goni (en inglés),  es una copiloto de rallies venezolana. Es más conocida por ser la navegante de la leyenda de rally Stig Blomqvist. Además de sus intereses deportivos, Goñi es la propietaria del viñedo Bodega Otazu, en España. Es una coleccionista ávida de automóviles de rally clásicos y tiene una colección grande de ellos en exhibición pública en el Museo del Automóvil David Sutton (David Sutton Rally Car Museum), en Daventry, Inglaterra. Entre otras pruebas, Goñi ha participado en La Carrera Panamericana en dos ocasiones, ganando una de ellas.

## Trayectoria

### Campeonato Mundial
La primera participación de Goñi en el Campeonato Mundial fue en el Rally de Gran Bretaña en la temporada 1999, como navegante de Mike Corns en un Mitsubishi Lancer Evo, donde concluyó en el 49.o lugar.
Al año siguiente, en 2000, Goñi inició su participación nuevamente con Corn en el Rally Cataluña, donde terminó en el 41.er lugar. Posteriormente corrió en el Rally de Finlandia, del cual se retiró. En la última fecha del campeonato,  el Rally de Gran Bretaña, inició la relación deportiva con Stig Blomqvist. En esa ocasión corrieron en un Mitsubishi Lancer Evo de sexta generación, aunque no terminaron la prueba. Después de una buena carrera, se retiraron del evento con daños en la suspensión. En la temporada 2011 del Campeonato Mundial compitieron en 12 pruebas de la Categoría de Producción, terminando en el 5.o lugar general con el Mitsubishi. La pareja continuó con la marca japonesa hasta 2003, cuando, después de una corta incursión con un Škoda Octavia WRC, optaron por un Subaru Impreza preparado por David Sutton Motorsport.
La pareja se retiró del Campeonato Mundial en 2006, aunque todavía participan en él esporádicamente  y compiten regularmente en pruebas de rally clásico.

### Campeonato Mundial de Automóviles de Producción
En la temporada 2003, Goñi participó con Blomqvist paralelamente en la categoría principal del Campeonato Mundial y en la Categoría de Producción. Ganaron la primera de las seis pruebas en las que participaron, el Rally de Suecia, y en el Rally de Chipre ocuparon el segundo lugar. Culminaron el año ocupando el tercer lugar general del Campeonato, con 30 puntos.

### La Carrera Panamericana
Goñi ha participado en dos ocasiones en La Carrera Panamericana, ambas con Stig Blomqvist. Su primera participación fue en 2008, a bordo de un Studebaker preparado por Mats Hammarlund. La pareja era considerada la favorita para ganar la prueba y ganaron dos de las siete etapas (Aguascalientes - Zacatecas y Zacatecas - Nuevo Laredo); sin embargo, terminaron en la cuarta posición general.
En su segunda participación, en 2009, Goñi y Blomqvist ganaron nuevamente sólo dos de las siete etapas; sin embargo, en esta ocasión lograron el primer lugar absoluto, gracias a otros resultados favorables obtenidos a lo largo de la prueba.

## Resultados deportivos

### Campeonato Mundial de Rally
| Año    | Equipo  | Vehículo                    | 1      | 2       | 3      | 4       | 5       | 6       | 7       | 8      | 9       | 10     | 11     | 12      | Posición | Puntos |
| ------ | ------- | --------------------------- | ------ | ------- | ------ | ------- | ------- | ------- | ------- | ------ | ------- | ------ | ------ | ------- | -------- | ------ |
| 1999   | Privado | Mitsubishi Lancer Evo       |        |         |        |         |         |         |         |        |         |        |        | GBR 49  | -        | 0      |
| 2000   | Privado | Mitsubishi Lancer Evolution |        |         |        |         | ESP 41  |         |         |        | FIN Ret |        |        | GBR Ret | -        | 0      |
| 2001   | Privado | Mitsubishi Lancer Evo VI    | SWE 18 | POR Ret | ESP 21 | ARG Ret | CHI Ret | GRE Ret | SAF Ret |        | NZL 21  | SRM 30 | AUS 23 | GBR 16  | -        | 0      |
| 2001   | Skoda   | Skoda Octavia WRC Evo2      |        |         |        |         |         |         |         | FIN 22 |         |        |        |         | -        | 0      |
| 2002   | Skoda   | Skoda Octavia WRC Evo2      | SWE 15 | ESP Ret | GRE 17 |         |         |         |         |        |         |        |        |         | -        | 0      |
| 2002   | Privado | Mitsubishi Lancer Evo VII   |        |         |        | NZL 19  | AUS 22  | GBR Ret |         |        |         |        |        |         | -        | 0      |
| 2003   | Privado | Subaru Impreza WRX          | SWE 26 | NZL 24  | CHI 11 | GER 29  | AUS 19  | COR 20  |         |        |         |        |        |         | -        | 0      |
| 2004   | Privado | Subaru Impreza WRX          | SWE 21 | GRE 14  |        |         |         |         |         |        |         |        |        |         | -        | 0      |
| 2005   |         |                             |        |         |        |         |         |         |         |        |         |        |        |         | -        | 0      |
| 2006   | Privado | Subaru Impreza WRX          | SWE 24 |         |        |         |         |         |         |        |         |        |        |         | -        | 0      |
| Fuente |         |                             |        |         |        |         |         |         |         |        |         |        |        |         |          |        |

### Campeonato Mundial de Automóviles de Producción
| Año    | Equipo  | Vehículo           | 1     | 2     | 3     | 4     | 5     | 6     | Posición final |
| ------ | ------- | ------------------ | ----- | ----- | ----- | ----- | ----- | ----- | -------------- |
| 2003   | Privado | Subaru Impreza WRX | SWE 1 | NZL 8 | CHI 3 | GER 5 | AUS 4 | COR 5 | 3.o            |
| Fuente |         |                    |       |       |       |       |       |       |                |

## Vida personal
Ana Goñi es hija de inmigrantes, su padre era español y su madre, argentina y tiene tres hijos. Se graduó en La Sorbona y es políglota, ya que puede hablar inglés, francés, español, italiano y portugués.
Hasta 2002 tenía una colección de aproximadamente 30 automóviles de rally los cuales compró por la historia que contienen detrás, ya que son vehículos ganadores de rally, y no por los autos en sí mismos, porque "sólo colecciono automóviles con historia" (I only collect cars with history).
El Museo del Automóvil David Sutton (David Sutton Rally Car Museum), donde Goñi tenía sus autos, cerró sus puertas y la colección de automóviles que contenía fue puesta a la venta en 2008. Sin embargo, en la oferta del intermediario Morris & Welford International no se mencionaba si pertenecían a Goñi.
Goñi es propietaria de un viñedo en Navarra, España.